# 芝士火腿
《芝士火腿》是1993年上映的一部香港電影。由柯受良執導，張衛健、曾志偉、王祖賢、吳孟達、張敏主演。

## 劇情
芝士（张卫健 饰）与火腿（曾志伟 饰）是一对地下新组合，成立「包出气公司」，专門帮助各界人士解决心头抑郁，例如受雇狂打对方的仇家来糊口，但二人接工作有一个重要原则，就是只对付坏人不对付好人。某日，一残废阿伯（刘兆铭 饰）出巨款雇用二人杀害一个美貌少女祖兒（王祖贤 饰），二人感到愕然至极。阿伯解释自己全身瘫痪乃祖儿已去世的父亲所伤，祖儿父亲伤天害理只做壞事，而祖儿不停做善事补救。
于是，两人决定潜伏于祖儿做善事的学校下手但不成。突然，一神秘男子龙（柯受良 饰）举枪欲杀害祖儿但同样失敗，更使火腿受重伤入院。祖儿误以为芝士为小孩遂照顾他，芝士不断掩饰自己的身份终因被祖儿忠仆Bobby（吴孟达 饰）不断捣乱而被拆穿。
祖儿伤心不己但在Bobby的建议下，祖儿决定与二人合作假装被杀以求脱身。不料，祖儿再次受到神秘男子的伏击。原来，龙与Bobby为祖儿生父的手下，但龙被祖儿生父出卖致坐牢因此决定报仇。其后，Bobby与龙决斗时，说出祖儿实为自己所生，而其女儿粉肠（张敏 饰）才是祖儿已去世的父亲的亲生女儿......

## 演员
| 演員   | 角色     |
| 張衛健 | 芝士     |
| 曾志偉 | 火腿     |
| 王祖賢 | Joey     |
| 張敏   | 粉腸     |
| 吳孟達 | Bobby    |
| 柯受良 | 阿龍     |
| 陳百祥 | 鄭叻     |
| 午馬   | 校長     |
| 成奎安 | 柏林     |
| 王敏德 | Michael  |
| 劉兆銘 | Leon     |
| 梁榮忠 | 馬生     |
| 曾近榮 | 哥士的   |
| 苑瓊丹 | 吵架女   |
| 文雋   | 吵架男   |
| 馬蹄露 | 训导主任 |